# World Domination
World Domination, gestileerd als WORLD DOMINATION, is het debuutalbum van de Amerikaanse indierockband The Polar Boys. Het album werd op 13 juli 2021 onafhankelijk uitgebracht. Van de negen nummers van het album werden er drie als single uitgebracht tussen maart en mei 2021, Black Dog, Let Go en Obvious.

## Tracklist
| Nr.          | Titel                  | Duur  |
| ------------ | ---------------------- | ----- |
| 1.           | "Can You Feel This"    | 2:35  |
| 2.           | "Food For My Thoughts" | 3:39  |
| 3.           | "Let Go"               | 3:27  |
| 4.           | "World Domination"     | 2:05  |
| 5.           | "Black Dog"            | 2:50  |
| 6.           | "Obvious"              | 3:08  |
| 7.           | "Dreamin"              | 3:21  |
| 8.           | "I'll Be Around"       | 3:27  |
| 9.           | "Goodbye"              | 1:52  |
| Totale duur: | Totale duur:           | 26:24 |

## Bezetting
- Andres Baquerizo - zang, gitaar
- Andy Zambrana - gitaar
- Alex Ramon - bass